# Joseph Lauterer
Joseph Lauterer (* 18. November 1848 in Freiburg im Breisgau; † 29. Juli 1911 in Brisbane) war ein deutsch-australischer Mediziner, Biologe, Ethnologe und Reiseschriftsteller. Sein offizielles botanisches Autorenkürzel lautet „Lauterer.“

## Leben
Lauterer studierte Medizin an der Albert-Ludwigs-Universität Freiburg. Als Student nahm er in einer Sanitätseinheit am Deutsch-Französischen Krieg teil und schloss sein Studium 1872 mit dem Staatsexamen und der Promotion zum Dr. med. in Freiburg ab. 1874 veröffentlichte er seine erste botanische Arbeit über die Flora der Umgebung Freiburgs. 1885 wanderte Lauterer nach Australien aus und blieb zunächst ein halbes Jahr in Sydney und den Blue Mountains. Danach reiste er nach Brisbane in Queensland und eröffnete eine Arztpraxis.
Sein wissenschaftliches Interesse galt der Pflanzenwelt des australischen Regenwaldes. Besonders interessierten ihn die Chemie der Pflanzen und ihre Bedeutung als Arzneimittel für die Aborigines. Insofern setzte er sich auch mit deren Sprache und Kultur auseinander und beschrieb diese als einer der ersten. Sein Interesse erschöpfte sich allerdings nicht nur in diesem Bereich, er beschrieb auch mit den Charon annuilpes eine bis dahin unbekannte Art von Skorpionen.
Lauterer war Mitglied der Royal Society of Queensland und wurde 1896 deren Präsident. In den Proceedings of the Royal Society of Queensland erschienen bis 1899 zahlreiche Artikel und Beiträge von ihm. In der letzten Lebensdekade verlegt er sich auf die Reiseschriftstellerei, in die er seine persönlichen wie fachlichen Erfahrungen von Reisen in Asien, Ozeanien und Südamerika einbrachte.
Der botanische Name der Mischarytera lautereriana erinnert an ihn als Botaniker.

## Schriften
- Excursions-Flora für Freiburg und seine Umgebung: von Lahr bis Efringen, vom Rhein bis St. Blasien, Neustadt und Triberg; zum Bestimmen der Pflanzen angeordnet und mit einer Uebersicht der geologischen Verhältnisse versehen, Herder’sche Verlagshandlung, 1874
- Lehrbuch der Pflege des menschlichen Körpers in gesunden und kranken Tagen: Ein Wegweiser zur Erreichung eines rüstigen Alters unter Vermeidung von Krankheiten; für Gebildete aller Stände, Herder, 1879
- Die Rudhard-Sage: Ein epischer Liederkranz in zwanzig Gesängen, Lauber, 1884
- Australien und Tasmanien: Nach eigener Anschauung und Forschung wissenschaftlich und praktisch geschildert..., Herder, Freiburg im Breisgau 1900
- Japan: Das Land der aufgehenden Sonne einst und jetzt; Nach seinen Reisen und Studien geschildert; Mit 108 Abbildungen nach japanischen Originalen sowie nach photographischen Naturaufnahmen nebst 1 Karte des Kriegsschauplatzes in Ostasien, O. Spamer, Leipzig [1902] (Digitalisat in der Staatsbibliothek Berlin)
- Japans militärische Entwickelung: Besprechung, Vieweg, 1904
- Mexiko, das Land der blühenden Agave, einst und jetzt, O. Spamer, Leipzig 1908
- Neuseeland: Das Wunderland der Maori, der Geiser und Südlichen Alpen: Nach seinen Reisen und Studien geschildert..., 1908
- China, das Reich der Mitte, einst und jetzt, O. Spamer, Leipzig 1910